# Stilpnochlora thoracica
Stilpnochlora thoracica is een rechtvleugelig insect uit de familie sabelsprinkhanen (Tettigoniidae). De wetenschappelijke naam van deze soort is voor het eerst geldig gepubliceerd in 1831 door Serville.